# 拉欽走廊

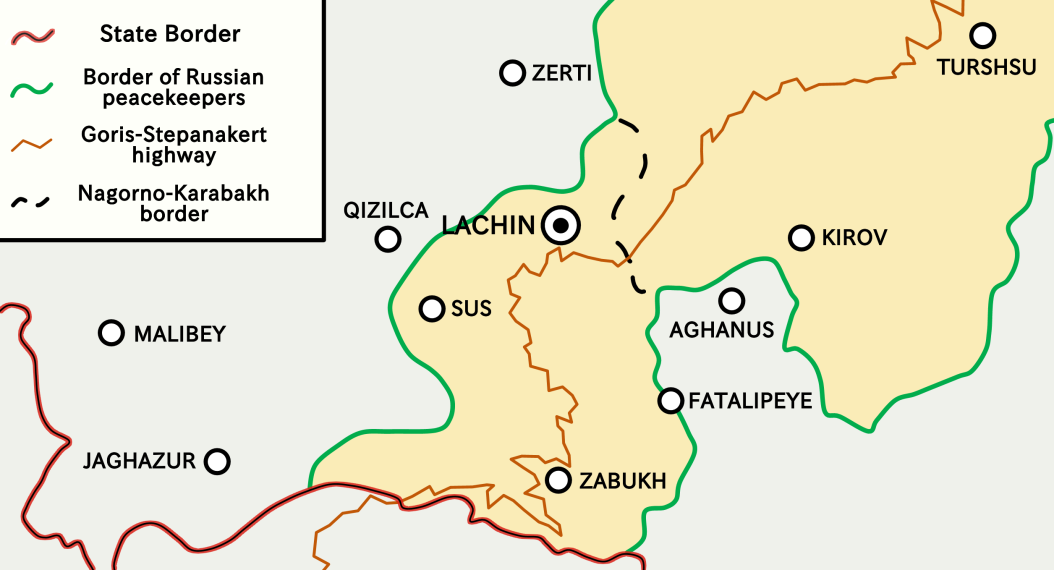
根据2020年纳戈尔诺-卡拉巴赫停火协议划定的拉钦走廊

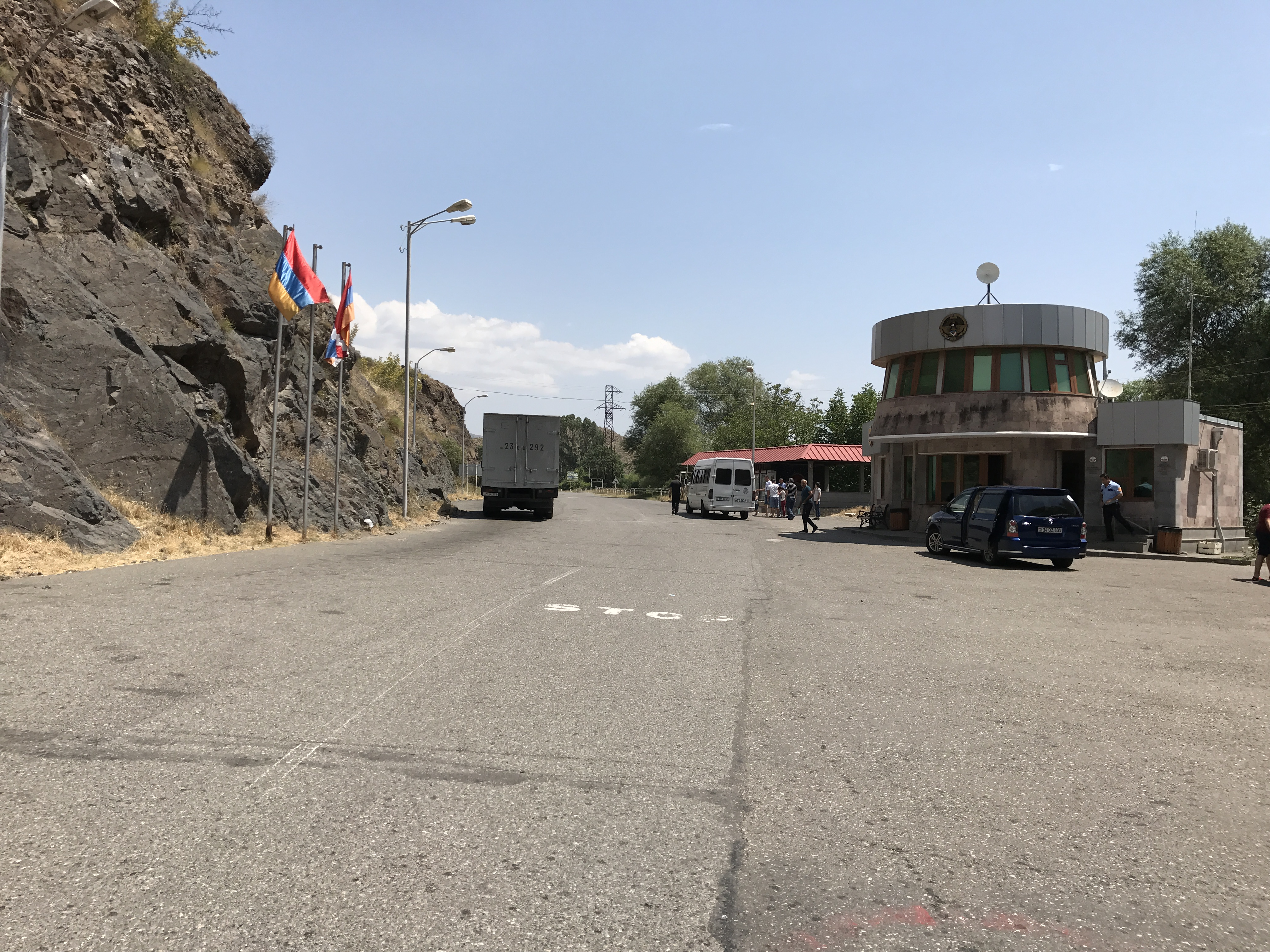
位於拉欽走廊的檢查站，攝於2017年

拉钦走廊（羅馬化：Lachini mijantsk；亞塞拜然語：或‎）连接亚美尼亚共和国和未受广泛承认的阿尔察赫共和国（纳戈尔诺-卡拉巴赫共和国）的一个狭长山路地带，行政区划上属于阿塞拜疆共和国拉钦区，曾由俄罗斯维和部队控制，现由阿塞拜疆恢复控制。

## 历史
苏联时期，拉钦走廊属阿塞拜疆苏维埃社会主义共和国拉钦区。第一次纳戈尔诺-卡拉巴赫战争中被亚美尼亚军队占领，划入宣布独立的纳戈尔诺-卡拉巴赫共和国的卡扎赫區。2020年纳戈尔诺-卡拉巴赫战争后，亚美尼亚、阿塞拜疆和俄罗斯共同签署停火协议，包括拉钦区在内的亚美尼亚控制的纳戈尔诺-卡拉巴赫周边地区全部归还阿塞拜疆，但拉钦走廊作为纳戈尔诺-卡拉巴赫与亚美尼亚之间保留的唯一通道，交由俄罗斯维和部队控制以确保人员和货物的安全运输，且為期至少5年。亞塞拜然總統伊利哈姆·阿利耶夫表示三年內將在當地建設另一條走廊以避開拉欽市。
2022年12月13日，一群自称是生态活动人士的阿塞拜疆公民开始封锁拉钦走廊。随后阿塞拜疆切断了从亚美尼亚到纳戈尔诺-卡拉巴赫的天然气供应。三天后，亚美尼亚地方官员表示天然气供应已恢复。
2023年4月24日，阿塞拜疆在拉钦走廊设置公路检查站。
2024年4月17日，克里姆林宮證實，曾因2020年第二次纳卡战争後簽署的三國聯合聲明而進駐納戈爾諾-卡拉巴赫和拉欽走廊的俄維和部隊正在撤離該地區，該地區現已完全由亞塞拜然所控制
。